# آینه ونوس پنج‌گوشه
آینه ونوس پنج‌گوشه (نام علمی: Legousia pentagonia) نام یک گونه از سرده آینه ونوس است.